# Dusona doonensis
Dusona doonensis är en stekelart som beskrevs av Gupta 1977. Dusona doonensis ingår i släktet Dusona och familjen brokparasitsteklar. Inga underarter finns listade i Catalogue of Life.